# Légendes de la forêt viennoise (pièce)
Pour les articles homonymes, voir Légendes de la forêt viennoise.
Légendes de la forêt viennoise (en allemand : Geschichten aus dem Wiener Wald) est une pièce de théâtre écrite en 1931 par l'écrivain austro-hongrois Ödön von Horváth.
La musique de scène de la pièce est composée par Werner Pirchner (en).

## Argument
La pièce se déroule à Wachau, Josefstadt et dans la forêt viennoise (Wienerwald) juste avant la prise de contrôle austrofasciste.
Le sujet est le destin d'une jeune femme naïve, Marianne, qui rompt ses fiançailles à contrecœur avec Oskar après être tombée amoureuse d'un bellâtre nommé Alfred qui, cependant, n'a aucun intérêt sérieux à lui rendre son amour. Pour cette erreur, elle doit payer amèrement.

## Contexte
La pièce est créée à Berlin en 1931 et est représentée à plusieurs reprises. Avant la première, la pièce est nommée pour le prix Kleist — le prix littéraire le plus important de la République de Weimar — par l'écrivain et dramaturge allemand Carl Zuckmayer et le remporte. Le titre de la pièce est une référence à la valse Histoires de la forêt viennoise de Johann Strauss II.
La pièce de Horváth est créée au Deutsches Theater de Berlin. Écrite à la fin des années 1920 pendant la période de chômage catastrophique et de la Grande Dépression, la pièce est une œuvre clé du drame moderne, décrite par Erich Kästner comme « une pièce folklorique viennoise accompagnée de chansons folkloriques viennoises ». C'est une satire amère sur le mensonge et la brutalité de la petite-bourgeoisie, nommée ironiquement d'après la forêt viennoise, près de la capitale autrichienne qui est si idéalisée dans la valse. Dans la pièce, la Gemütlichkeit viennoise ou « confort » devient une phrase creuse ; l'histoire tragique et brutale de la douce Marianne et du boucher profondément conventionnel Oskar reflète les difficultés et les angoisses de la fin des années 1920 pendant la crise économique mondiale.

## Adaptations

### Film
- La pièce est adaptée cinématographiquement en 1961 par le réalisateur Erich Neuberg (de), avec, entre autres, Johanna Matz (Marianne), Walter Kohut (Alfred), Helmuth Lohner, Hans Moser (reprenant son rôle du père de Marianne de la première berlinoise de 1931), Helmut Qualtinger (Oskar) et Jane Tilden (Valerie)[2].
- Une autre version est réalisée pour la télévision en 1964, réalisée par Michael Kehlmann[3].
- Un remake est réalisé en 1979 par Maximilian Schell, mettant en vedette Birgit Doll (Marianne), Hanno Pöschl (Alfred), Helmut Qualtinger (Zauberkönig), Jane Tilden (Valerie), Adrienne Gessner (Grand-mère d'Alfred), Götz Kauffmann (Oskar), André Heller (Hierlinger) et Robert Meyer (de) (Erich)[4].
- Légendes de la forêt viennoise (1993) réalisé par André Engel[5].
- Geschichten aus dem Wiener Wald (1999) réalisé par Martin Kušej[6].
- Geschichten aus dem Wienerwald (2013) réalisé par Herbert Fottinger et Andre Turnheim[7].

### Opéra
- Tales from the Vienna Woods, un opéra de 2014 du compositeur HK Gruber (de) sur un livret de Michael Sturminger (de). Il a été créé au Festival de Brégence sous la direction du librettiste et la baguette du compositeur[8].